# Radepont
Radepont är en kommun i departementet Eure i regionen Normandie i norra Frankrike. Kommunen ligger i kantonen Fleury-sur-Andelle som tillhör arrondissementet Les Andelys. År 2022 hade Radepont 643 invånare.

## Befolkningsutveckling
Antalet invånare i kommunen Radepont
Referens:INSEE